# Зелбиц (Горња Франконија)
Зелбиц (њем. Selbitz) град је у њемачкој савезној држави Баварска. Једно је од 27 општинских средишта округа Хоф. Према процјени из 2010. у граду је живјело 4.621 становника. Посједује регионалну шифру (AGS) 9475171.

## Географски и демографски подаци
Зелбиц се налази у савезној држави Баварска у округу Хоф. Град се налази на надморској висини од 505–640 метара. Површина општине износи 27,7 km². У самом граду је, према процјени из 2010. године, живјело 4.621 становника. Просјечна густина становништва износи 167 становника/km².